# 17869 Дескамп
17869 Дескамп (17869 Descamps) — астероїд головного поясу, відкритий 20 червня 1998 року.
Тіссеранів параметр щодо Юпітера — 3,513.